# Michel duCille
Michel duCille, né le 24 janvier 1956 à Kingston en Jamaïque et mort le 11 décembre 2014 au Liberia, est un photographe jamaïcain.
Il est célèbre pour avoir reçu trois prix Pulitzer.

## Biographie
Né Michelangelo Everard du Cille en Jamaïque, sa famille s'installe en Géorgie. Il déclare tenir son intérêt pour la photographie de son père, journaliste au Gainesville Times (en).
Titulaire d'un diplôme en journalisme de l'Indiana University et d'une maîtrise en journalisme de l'Université de l'Ohio, il est photoreporter au Courier Journal en 1979 et entre au Herald en 1981.
Il reçoit le prix Pulitzer de la photographie d'actualité en 1986 avec sa collègue Carol Guzy pour la couverture de l'éruption du volcan Nevado del Ruiz de novembre 1985. En 1988, il est récompensé pour un reportage photographique sur les consommateurs de crack à Miami. En 2008, avec Dana Priest et Anne Hull (en), reporters au Washington Post, il reçoit le prix Pulitzer pour leur reportage sur le mauvais traitement des vétérans lors de leur hospitalisation, reportage qui crée la polémique jusqu'au Congrès et entraîne des réformes au niveau fédéral.
De 1988 à 2005, il est directeur de la photographie au Washington Post. En 2006, il participe à une publication d'une série de photographies pour le Washington Post intitulée « Being a Black Man ».
Il assure entre autres la couverture d'événements au Liberia et au Sierra Leone dans les années 1990, et en Afghanistan en 2013.
En octobre 2014, S. I. Newhouse School of Public Communications, institut de formation en journalisme de l'Université de Syracuse annule l'invitation de Michel duCille à un atelier de travail car celui-ci était rentré trois semaines auparavant d'un reportage au Libéria sur l'Épidémie de maladie à virus Ebola,. DuCille déclare alors : « Je suis déçu, dégoûté, gêné et choqué qu'un institut de formation en journalisme qui a pour rôle de rechercher des faits précis se plie aux exigences de l'hystérie collective. ». Il évoquera à ce sujet la « nécessité de prendre des photos qui rendent compte de l'expérience humaine dans la vie quotidienne avec Ebola. ».
Lors de ses derniers reportages, il se consacre à l'épidémie d'Ebola en Afrique de l'ouest, il dit à ce sujet : « Ce n'est pas facile de voir des gens allongés sur le sol ou mourants, ou de voir quelqu'un qui essaye désespérément d'obtenir un traitement médical... Ce n'est pas facile, mais je sens que j'ai la responsabilité de raconter cette histoire, nous avons la responsabilité de raconter cette histoire de façon émouvante, digne et respectueuse. ».
Michel duCille décède, probablement d'une crise cardiaque, le 11 décembre 2014 lors d'une mission au Libéria où il était arrivé deux jours auparavant.